# Система індивідуального опалення
Система індивідуального (поквартирного) опалення (теплопостачання)  - система, яка розташована в окремому приміщенні в межах квартири (садиби, котеджу) та призначена  для обслуговування цієї квартири (садиби, котеджу).
Індивідуальне опалення має перевагу над централізованим або автономним у тому що воно може регулюватися самими власниками житла залежно від їх потреб і бажань. 
Індивідуальне опалення актуально як для власників приватних будинків і котеджів, так і для власників квартир, де є централізовані тепломережі, але які не завжди справляються зі своїм призначенням. 
При підключенні індивідуального опалення мешканець оплачує лише ту частину енергії, яку він спожив. Системи індивідуального опалення також мають додаткову можливість  - індивідуальне гаряче водопостачання. 

## Види палива для системи індивідуального опалення
- магістральний газ;
- скраплений газ;
- електрика;
- тверде паливо,
- рідке паливо
- комбіноване паливо

Вид палива визначає тип індивідуальної системи опалення. Також на вибір системи впливає опалювальна площа і потужність виду палива. Саме ці фактори є найважливішими при інженерних розрахунках системи індивідуального опалення. 

## Типи нагрівальних котлів систем індивідуального опалення
- газові котли;
- електричні котли;
- твердопаливні котли;
- комбіновані котли;
- котли із змінними пальниками на газ і рідке паливо;

## Склад системи індивідуального опалення
- котельний пункт;
- система розводки трубопроводів;
- радіатори опалення.

## Влаштування систем індивідуального опалення
Спосіб розводки труб до радіаторів, самі радіатори і труби системи індивідуального опалення визначаються лише за допомогою інженерних розрахунків, тому роботи з улаштування системи індивідуального опалення у житловому будинку повинні проводитися лише на підставі та відповідно до проекту. Такий проект розробляється спеціалізованою організацією і повинен відповідати вимогам чинних нормативних документів. Узгодження проекту повинно відбуватися відповідно до вимог ДБН А 22-3-97 "Склад, порядок розроблення, погодження та затвердження проектної документації для будівництва". 
Порядком відключення окремих приміщень житлових будинків від мереж централізованого опалення та постачання гарячої води при відмові споживачів від централізованого теплопостачання, затвердженим наказом Мінбуду від 22.11.05 № 4, визначено перелік дій, які повинні виконати споживач та орган місцевого самоврядування для вирішення питання влаштування індивідуального опалення на заміну централізованому. У додатку 3 цього Порядку наведено основні технічні рішення теплопостачання житлових будинків та їх окремих приміщень при влаштуванні у них системи індивідуального опалення. Основні технічні рішення, що наведені у цьому додатку, розроблені на підставі та з урахуванням вимог чинних нормативних документів щодо проектування систем опалення, зокрема ДБН В.2.5-20-2001 "Газопостачання". 
Вирішення питання переведення житлових приміщень будинків з централізованого опалення на індивідуальне повинно відбуватися з дозволу органу місцевого самоврядування. Роботи з відключення від системи централізованого опалення та влаштування індивідуального опалення повинні проводитися відповідно до вимог чинних нормативних документів з питань будівництва.
Дозволи на відключення від мереж централізованого опалення та гарячого водопостачання видаються відповідною комісією органу місцевого самоврядування або місцевого органу виконавчої влади, до складу якої входять представники органу місцевого самоврядування або виконавчої влади, районного (місцевого) житлового управління, власника житлового будинку або уповноваженої ним особи, організації газопостачання, організації електропостачання, організації водопостачання, екологічної інспекції (за згодою), районного відділу містобудування, архітектури та житлово-комунального господарства, пожежного нагляду (за згодою), місцевої установи (закладу) держсанепідслужби, організації теплопостачання, проектної організації з опалення та теплопостачання, Державної інспекції цивільного захисту та техногенної безпеки МНС України.
Також існує можливість відключення від централізованого опалення за рішенням загальних зборів та за згодою всіх власників (уповноважених осіб) приміщень у житловому будинку.

## Недоліки систем індивідуального опалення
- вибухонебезпечність системи;
- небезпека отруєння продуктами згоряння через відсутність в будинках необхідних систем вентиляції, додаткових вхідних отворів для газу тощо;
- потреби вирішення питання опалення місць загального користування в багатоквартирному будинку, особливо підвальних приміщень, де проходять водопровід і каналізація, щоб унеможливити їх замерзання;
- необхідність реконструкції газових мереж будинку через їх непристосованість до експлуатації з індивідуальними системами опалення;
- відсутність субсидій на газ для мешканців квартир з індивідуальним опаленням;
- витрати, пов'язані з утриманням і ремонтом індивідуальної системи опалення, несе власник квартири. При цьому слід враховувати, що димарі потребують щорічного очищення та періодичної модернізації, а строк експлуатації обладнання зазвичай становить 10 - 15 років;
- при влаштуванні індивідуальної системи опалення в окремій квартирі багатоквартирного будинку та при її вимкненні у разі тимчасової відсутності мешканців температура внутрішнього повітря в суміжних приміщеннях може не відповідати нормативній. Це пов'язано із збільшенням теплових втрат через огороджувальні конструкції;
- через різний режим регулювання в кожного власника індивідуальної системи опалення виникає різкий перепад температур у різних частинах будинку, що призводить до конденсації вологи з наступним утворенням цвілі і грибка;
- власник квартири, що бажає відключитись від централізованого опалення та гарячого водопостачання, несе витрати, пов'язані з дотриманням безпеки, всіх технічних та екологічних вимог;
- фінансування реконструкції газових та електричних мереж будинку для збільшення їх пропускної здатності, яке неминуче виникне при масовому впроваджені індивідуальних систем опалення та гарячого водопостачання.